# SP-293
A SP-293 é uma rodovia transversal do estado de São Paulo, administrada pela concessionária EixoSP.

## Denominações
Recebe as seguintes denominações em seu trajeto:
Nome:	Lourenço Lozano
- De - até:	SP-225 - Cabrália Paulista - Duartina - SP-294
- Legislação: LEI 9.384 DE 01/10/96

## Descrição
Principais pontos de passagem: SP 225 - Cabrália Paulista - Duartina - SP 294

## Características

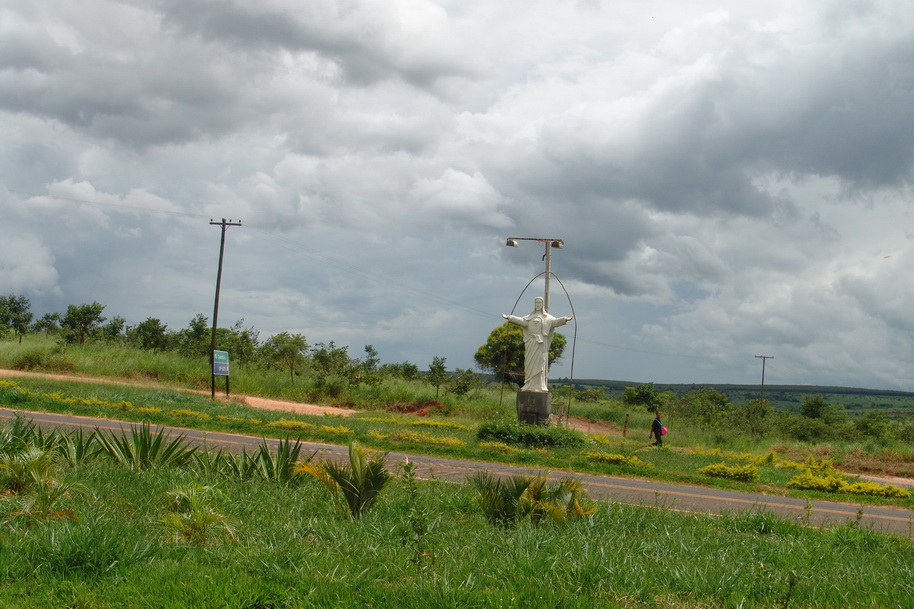
Trecho da SP-293 em Cabrália Paulista.

### Extensão
- Km Inicial: 0,100
- Km Final: 24,850

### Municípios atendidos
- Cabrália Paulista
- Duartina